# Nachtschweiß
Nachtschweiß als vermehrtes, unphysiologisches  Schwitzen (Hyperhidrose) während des Schlafs kann in unterschiedlicher Ausprägung auftreten und ein Alarmzeichen darstellen, da es ein Symptom verschiedener, auch schwerer systemischer Erkrankungen sein kann. („Unphysiologisch“ meint: tropfend nasse Haare und großflächig durchnässte Nachtwäsche.)

## Häufigkeit
Schwitzen im Schlaf ist ein sehr häufiges Symptom. Patientenbefragungen lassen auf Zahlen von bis zu 40 % schließen. Als Dauer wurde eine Zeitspanne von einem Tag bis 27 Jahren angegeben. Bei 50 % war der Schweregrad mild, bei 24 % war er moderat und bei 26 % war er schwerwiegend.

## Ursachen
Neben banalen Ursachen wie zu hoher Umgebungstemperatur bzw. Luftfeuchtigkeit oder Albträumen können folgende Ursachen angeführt werden:
- chronische Infektionskrankheiten wie
  - fortgeschrittene (Lungen-)Tuberkulose
  - AIDS
  - Borreliose[2]
- akute Infektionskrankheiten, die mit Fieber einhergehen
  - grippaler Infekt
  - Malaria
  - Pfeiffer-Drüsenfieber (Mononukleose)
  - Osteomyelitis
- maligne Erkrankungen (Krebs)
  - akute Leukämien
  - Lymphome
  - andere bösartige Tumoren
- Myeloproliferative Neoplasien
- allergische/autoimmunologische Erkrankungen
  - Rheumatoide Arthritis
  - Granulomatose mit Polyangiitis
  - Polymyalgia rheumatica
  - Riesenzellarteriitis
- Hormonstörungen wie
  - Hyperthyreose
  - Klimakterium
- Sonstiges
  - ein obstruktives Schlafapnoesyndrom
  - Neurasthenie durch Überarbeitung oder anderen Stress
  - chronischer Alkoholismus
  - Nebenwirkung von Medikamenten

## Besonderheit
Die Kombination von nächtlichem Schwitzen, Fieber und erheblichem, ungewollten Gewichtsverlust wird als B-Symptomatik bezeichnet.

## Therapie
Eine spezifische Therapie gibt es nicht, die Symptomatik verschwindet nach Behandlung der Grunderkrankung.